# Кайседо, Дейбер
Дейбер Хайр Кайседо Мидерос (исп. Déiber Jair Caicedo Mideros; род. 25 марта 2000, Барбакоас, Колумбия) — колумбийский футболист, нападающий клуба «Атлетико Хуниор».

## Клубная карьера
Кайседо — воспитанник клуба «Депортиво Кали». 4 февраля 2018 года в матче против «Энвигадо» он дебютировал в Кубке Мустанга. 15 февраля в поединке против «Бояка Чико» Дейбер забил свой первый гол за «Депортиво Кали».
26 января 2021 года Кайседо перешёл в клуб MLS «Ванкувер Уайткэпс», подписав трёхлетний контракт до конца сезона 2023 с опцией продления на сезон 2024. За право подписать его «Уайткэпс» выплатил «Нэшвиллу» $75 тыс. в общих распределительных средствах. В MLS он дебютировал 18 апреля в матче стартового тура сезона 2021 против «Портленд Тимберс». 22 мая в матче против «Хьюстон Динамо» он забил свой первый гол в MLS. 26 июня 2022 года в матче против «Нью-Инглэнд Революшн» Кайседо получил разрыв мениска правого колена и 8 июля был внесён в список травмированных до конца сезона. 3 августа 2023 года Кайседо подписал с «Ванкувер Уайткэпс» новый контракт до конца сезона 2024 с опцией продления на сезон 2025 и отправился в аренду в клуб колумбийской Категории Примеры A «Атлетико Хуниор» до 31 июля 2024 года с опцией выкупа.

## Международная карьера
В 2017 году в составе юношеской сборной Колумбии Кайседо принял участие в юношеском чемпионате мира в Индии. На турнире он принял участие в матчах против команд Ганы, США и Германии. В поединке против американцев Дейбер забил гол.
В 2019 году в составе молодёжной сборной Колумбии Кайседо принял участие в молодёжном чемпионате мира в Польше.

## Достижения
Командные
 «Ванкувер Уайткэпс»
- Победитель Первенства Канады: 2022, 2023